# Turó Gros de Terra Negra
El Turó Gros de Terra Negra és una muntanya de 273 metres que es troba entre els municipis de Tordera al Maresme i Fogars de la Selva a la Selva.